# North American Conference of Homophile Organizations
La North American Conference of Homophile Organizations («Conferencia norteamericana de organizaciones homófilas», NACHO, la sigla se pronuncia en inglés como «neico») fue una federación de varias organizaciones homofilas. Formada en 1966, NACHO fue organizada según el modelo de una organización anterior, la East Coast Homophile Organizations (ECHO) que se formó en 1963 para coordinar las actividades de grupos homófilos de la ciudad de Nueva York, Washington D. C. y Filadelfia. El objetivo de NACHO era expandir la coordinación de las organizaciones homófilas a todo Estados Unidos.
El primer encuentro de las organizaciones de los que se convertiría en NACHO se realizó el fin de semana del 18 de febrero de 1966 en Kansas City bajo el nombre «National Planning Conference of Homophile Organizations» («Conferencia nacional para la planificación de las organizaciones homófilas»). Catorce organizaciones estuvieron representadas. La organización se formó oficialmente en San Francisco seis meses después, pero en el intervalo ya se había organizado un fondo de defensa legal y se había comenzado a imprimir un boletín de noticias.
La función de NACHO estuvo obstaculizada desde el principio por conflictos internos. Las líneas de división estaban tanto en la afiliación, la identificación de los miembros como en los derechos de voto, con las asociaciones del este favoreciendo un proceso de afiliación más formal y el oeste deseando una política de afiliación más informal. La Mattachine Society de Nueva York y ONE, Inc. se negaron a participar en la conferencia de 1967 en Nueva York a causa de estas diferencias. 
En la conferencia de Chicago de 1968, realizada sólo semanas después del polémica Convención Nacional Demócrata de 1968, NACHO adoptó el eslogan «Gay is Good» («Gay es bueno»), creado por el miembro fundador Frank Kameny siguiendo el modelo del lema afroamericano «Black is beautiful» («Lo negro es hermoso»). La organización también adoptó una «Carta de derechos homosexuales» de cinco puntos y decidió enviar cuestionarios a cada candidato para determinar su posición en cuanto a los puntos de la carta. Un grupo de organizaciones lésbicas preocupadas por la falta de atención que se daba a sus problemas decidió no participar. Las lesbianas además percibieron problemas en una dirección dominada por hombres que desestimaba los asuntos específicamente femeninos. La presidenta de Daughters of Bilitis (DOB), Rita LaPorte, comparó la relación entre NACHO y DOB con la de un matrimonio; afirmando que las mujeres heterosexuales malgastaban sus energías en el matrimonio, de forma similar las lesbianas se arriesgaban a malgastar sus energías si DOB se convertía en un sucedáneo de «esposa» de lo que percibían como una asociación centrada en los hombres como NACHO.
NACHO realizó dos conferencias adicionales en 1969 y 1970, pero en esa época los disturbios de Stonewall ya habían ocurrido y el momento y la energía del movimiento de liberación LGBT se había desplazado a grupos más radicales como el Gay Liberation Front y el Gay Activists Alliance. Luchas internas entre miembros de más edad y jóvenes, activistas más radicalizados, llevaron a la disolución del grupo.